# Молос (кажан)
Молос (Molossus) — рід кажанів родини молосових (Molossidae) з Мексики, Центральної та Південної Америки.
Етимологія: від грец. μολοσσός, посилаючись на давню вимерлу породу собак, яка вважається предком сьогоднішніх собак типу мастиф, яких часто називають молоси.

## Види
- Molossus alvarezi González-Ruiz, Ramírez-Pulido & Arroyo-Cabrales, 2011
- Molossus aztecus Saussure, 1860
- Molossus bondae J. A. Allen, 1904
- Molossus coibensis Allen, 1904
- Molossus currentium Thomas, 1901
- Molossus fentoni Loureiro, Lim & Engstrom, 2018
- Molossus fluminensis(інші мови) Lataste, 1891
- Molossus melini Montani, Tomasco, Barberis, Romano, Barquez & Díaz, 2021
- Molossus molossus (Pallas, 1766)
- Molossus nigricans(інші мови) G. S. Miller, 1902
- Molossus paranaensis Caraballo, Pavé, Argoitia, Schierloh & Chambi Velasquez, 2024
- Molossus pretiosus Miller, 1902
- Molossus rufus É. Geoffroy, 1805
- Molossus sinaloae Allen, 1906
- Molossus tropidorhynchus(інші мови) J. E. Gray, 1839
- Molossus verrilli(інші мови) J. A. Allen, 1908

## Морфологія
Морфометрія. Довжина голови й тіла: 50—95 мм, хвіст: 20—70 мм, передпліччя: 33—60 мм, вага: 10—30 грамів.
Опис. Забарвлення червоно-коричневе, каштанове, темно-коричневе, рудо-коричневе до чорне. Багато, майже всі види мають дві фази кольору. Деякі види мають довге двоколірне хутро, тоді як інші мають коротке, пухнасте, монотонне хутро. Зовні ці кажани нагадують представників родів Tadarida і Molossops, але вони відрізняються характеристиками черепа і зубів. Основи вух зустрічаються на лобі. Горловий мішок може бути присутнім.

## Стиль життя
Зустрічаються в різних тропічних місцях проживання і живляться виключно комахами. Сідала лаштують в будівлях, дуплах дерев, колодах, норах, у листі пальм і в печерах, часто зустрічається на горищах з оцинкованою покрівлею, де температура може сягати 55 °C. Селяться групами до сотні особин. Ці кажани починають літати на початку вечора, часто ще до заходу сонця. Через те, що їхні крила вузькі й довгі, вони швидкі, але менш гнучкі мисливці, які покладаються на полювання на відкритому повітряному просторі й зазвичай полюють на великій висоті.